# Ridgeciano Haps
Ridgeciano Haps, né le 12 juin 1993 à Utrecht aux Pays-Bas, est un footballeur international surinamien qui joue au poste d'arrière gauche au Venezia FC.

## Biographie

### AZ Alkmaar
Natif d'Utrecht, Ridgeciano Haps est formé à l'AZ Alkmaar, club avec lequel il débute en professionnel le 28 septembre 2013, lors du match d'Eredivise face au PSV Eindhoven. Ce jour-là, il entre en jeu à la place de Donny Gorter, et son équipe gagne le match par 2 buts à 1.
En janvier 2014, il est prêté par l'AZ au Go Ahead Eagles, où il joue dix matchs.
De retour à l'AZ Alkmaar à la fin de son prêt, il finit par s'imposer en équipe première au cours de la saison 2015-2016 et devient au fil du temps le titulaire au poste d'arrière gauche. Le 20 février 2016, lors d'un match contre le FC Groningue, il marque son premier but et contribue à la victoire de son équipe (4-1). S'étant imposé comme un titulaire indiscutable, il devient l'un des joueurs clés de l'équipe première.

### Feyenoord Rotterdam
Le 18 juillet 2017, il rejoint le Feyenoord Rotterdam pour un transfert de six millions d'euros. Il signe un contrat de cinq saisons et vient pour remplacer Terence Kongolo, parti à l'AS Monaco. Haps joue dès la première journée de championnat le 13 août 2017, lors d'une victoire à domicile face au FC Twente (victoire 2-1). Il devient immédiatement titulaire au sein du Feyenoord.
Avec l'émergence du jeune Tyrell Malacia, Haps perd peu à peu sa place de titulaire et un départ à l'été 2021, à un an du terme de son contrat, est envisagé .

### Venise FC
Le 31 août 2021, dernier jour du mercato estival, Ridgeciano Haps rejoint le Venise FC,.

### Genoa CFC
Le 31 janvier 2023, lors du mercato hivernal, Ridgeciano Haps est prêté au Genoa CFC jusqu'à la fin de la saison. Le club dispose d'une option d'achat sur le joueur.

## Palmarès
Feyenoord Rotterdam
- Vainqueur de la Coupe des Pays-Bas en 2018
- Vainqueur de la Supercoupe des Pays-Bas en 2017 et 2018